# Eisenbahnersiedlung

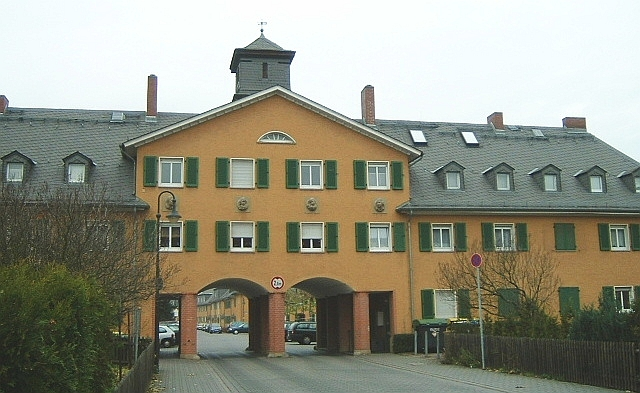
Hauptzufahrt zur Eisenbahnersiedlung in Frankfurt-Nied

Eisenbahnersiedlungen, auch Eisenbahnerkolonien, entstanden beim Ausbau des deutschen Eisenbahnnetzes an Eisenbahnknotenpunkten. Die Deutsche Reichsbahn baute sie noch in den 1930er Jahren. Bahnhöfe, Rangierbahnhöfe und Ausbesserungswerke brachten viele Arbeitsplätze. Die Eisenbahnersiedlungen boten guten Wohnraum für Arbeiter und Angestellte der Eisenbahnverwaltungen.
Davon zu unterscheiden sind Eisenbahnerviertel als Stadtviertel, die meist gegen Ende des 19. Jahrhunderts nahe an Bahnhöfen entstanden, im Aussehen Arbeitervierteln gleichen, aber ursprünglich hauptsächlich von Eisenbahnern und auch Postangestellten bewohnt wurden, wie beispielsweise Grombühl in Würzburg.
Im Gegensatz zu Eisenbahnersiedlungen, die auf der grünen Wiese geplant wurden, stellen Eisenbahnerstädte eine Weiterentwicklung bereits vorhandener, historischer oder kurz zuvor gegründeter Orte dar.

## Entstehung und Entwicklung
Der Eisenbahnbetrieb erforderte in seiner Anfangszeit viel Personal, das rund um die Uhr verfügbar sein musste. Die Verwaltungen der Eisenbahnen erwarben aus diesem Grunde preiswerten Grund und Boden und errichteten Wohngebäude für ihre Angestellten und Arbeiter sowie deren Familien.
Oft entstanden Eisenbahnersiedlungen nicht allein auf Grund des Eisenbahnanschlusses, sondern sind mit früher entstandenen Dorf- und Kleinstadtkernen zusammengewachsen und dominierten diese aber bald hinsichtlich der Einwohnerzahl, da sich Industrie und Gewerbe wegen der Lage am Verkehrsnetz ansiedelten. Andere Eisenbahnersiedlungen entstanden am Rande bestehender Mittel- und Großstädte. Der hier abgebildete Eingang zur Eisenbahnersiedlung in Frankfurt-Nied lag dort nur einen Steinwurf vom Arbeitsplatz entfernt. Gegenüber lagen das Lokomotiv-Ausbesserungswerk Nied und eine Signalmeisterei. Die Siedlung hatte einen ausgedehnten Innenhof und bahneigene Läden. Jeder Mietwohnung war ein kleiner Garten zugeteilt.

## Beispiele
Beispiele für Eisenbahnersiedlungen sind die Rangierbahnhof-Siedlung in Nürnberg, die Siedlungen Wedau und Hohenbudberg in Duisburg oder Gremberghoven in Köln. In Kiel gründeten Regierungsbaurat Paul Schwanebeck (1854–1908), Regierungsbaurat Albert von Maybach und Bahnmeister Spolert die Eisenbahnersiedlung Friedrichsberg am Osthang des Hornheimer Riegels in Gaarden-Süd und Kronsburg. Bekannt ist auch in Bremen-Gröpelingen der denkmalgeschützte Breitenbachhof von 1919.
1923 entstand die Wohnsiedlung Paulinenhof für 600 Familien in Frankfurt (Oder).
Bekanntestes Beispiel in Österreich ist Strasshof an der Nordbahn, nordöstlich von Wien, das Anfang des 20. Jahrhunderts am größten Verschubbahnhof Österreich-Ungarns entstand.